# 愛的世界
《愛的世界》是1990年上映的一部香港劇情片，由杜琪峰執導，劉松仁、吳孟達、劉兆銘及李司棋主演，童星黃坤玄及鄭柏林憑本片獲得35屆亞太影展最佳童星獎。

## 劇情
妻子去世之後，撫養兩個孩子的巨大責任落到了李子良（劉松仁 飾）的肩上，為了替妻子治病，家中早已負債累累，再也無法繼續生活的李子良最終走上了借高利貸的不歸路。等待他的結局只有一個，那就是利息不斷的增加，最終無法償還，與此同時，李子良和兩個兒子之間的關係也越來越差。
外公從外地趕來，得知了家中所發生的一切，他毅然決定幫助李子良還債。然而，高利貸公司並沒有就此放過李子良，反而變本加厲，將他的同事所欠的債務也強加到了他的頭上。李子良決定帶著兩個孩子遠走高飛，沒想到大兒為了取父親心愛的手錶耽擱了，導致小兒子被黑道綁架，情況一度陷入危機。

## 演員表
| 演員   | 角色   | 關係                       |
| 劉松仁 | 李子良 | 銀行經理                   |
| 鄭柏林 | 李永康 | 李子良次子                 |
| 黃坤玄 | 李永健 | 李子良長子                 |
| 李司棋 |        | 李子良妻，已逝             |
| 吳孟達 | 阿保   | 銀行出納，李子良同學       |
| 劉兆銘 |        | 李子良岳父                 |
| 方剛   |        | 億利財務公司老闆           |
| 吳浣儀 |        | 李子良表嫂                 |
| 鄭家生 |        | 億利財務公司員工           |
| 陳韻如 |        | 李子良銀行秘書             |
| 徐忠信 |        | 欠高利貸之警察             |
| 陳國權 |        | 路人，阻止李子良毆打李永健 |
| 黃一飛 |        | 中古家電老闆               |
| 李惠民 |        | 片場導演                   |
| 潘雁英 |        | 李子良家管家               |
| 黃雄   |        | 億利財務公司員工           |
| 何禮男 |        | 億利財務公司員工           |
| 林雪   |        | 片場場務，換叉燒飯給阿康   |
| 何子滿 |        | 路人，阻止李子良毆打李永健 |

## 外部連結
- 香港影庫上《愛的世界》的資料（繁體中文）
- 互联网电影数据库（IMDb）上《愛的世界》的资料（英文）
- 时光网上《愛的世界》的資料（简体中文）